# Tetratomidae
Tetratomidae là một họ bọ cánh cứng. Họ này bao gồm một số chi mà đa số trong chúng từng được xếp vào họ Melandryidae.

## Hình ảnh

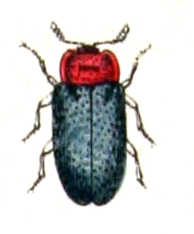